# Arman
 (mars 2024).
Pour les articles homonymes, voir Arman (homonymie).
Pour les articles ayant des titres homophones, voir Armand, Armant et Harmand.

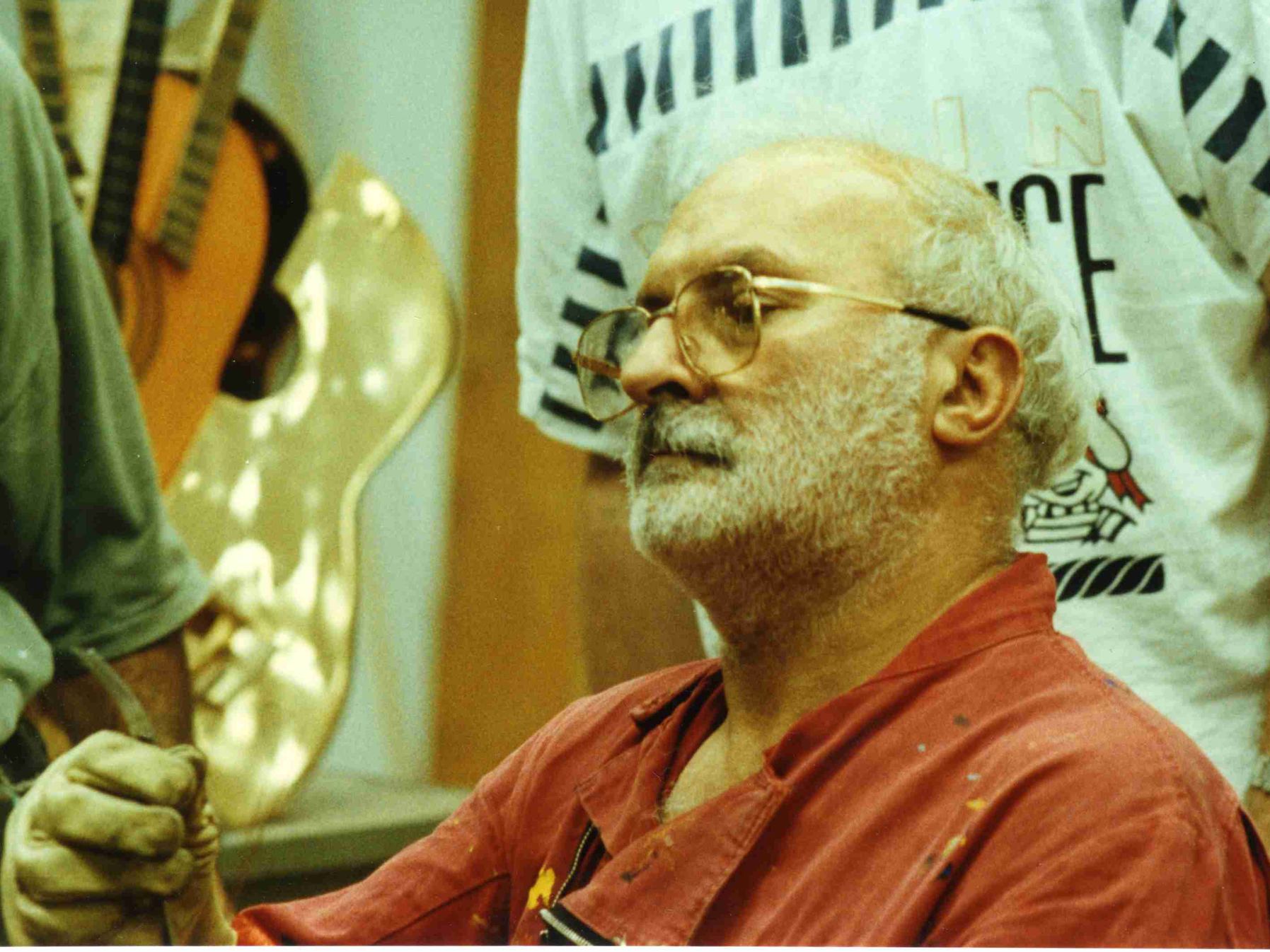
Au travail, dans son atelier de Vence, 1989.

Arman ou Armand Fernandez, né le 17 novembre 1928 à Nice et mort le 22 octobre 2005 à New York, est un artiste français, peintre, sculpteur et plasticien, connu pour sa série des « accumulations ».
Il fut l'un des premiers à employer directement, comme matière picturale, les objets manufacturés, qui représentaient pour lui les prolongements naturels et multiples de la main de l'Homme qui subissent un cycle continu de production, consommation, destruction.

## Biographie
Fils unique d'Antonio Fernandez, né en 1898, marchand de meubles et d'antiquités, d'origine espagnole ayant vécu en Algérie, et de Marie Marguerite Jacquet, née en 1907, issue d'une famille de fermiers de la Loire, le jeune Armand montre très tôt des dispositions pour le dessin et la peinture.[réf. souhaitée]

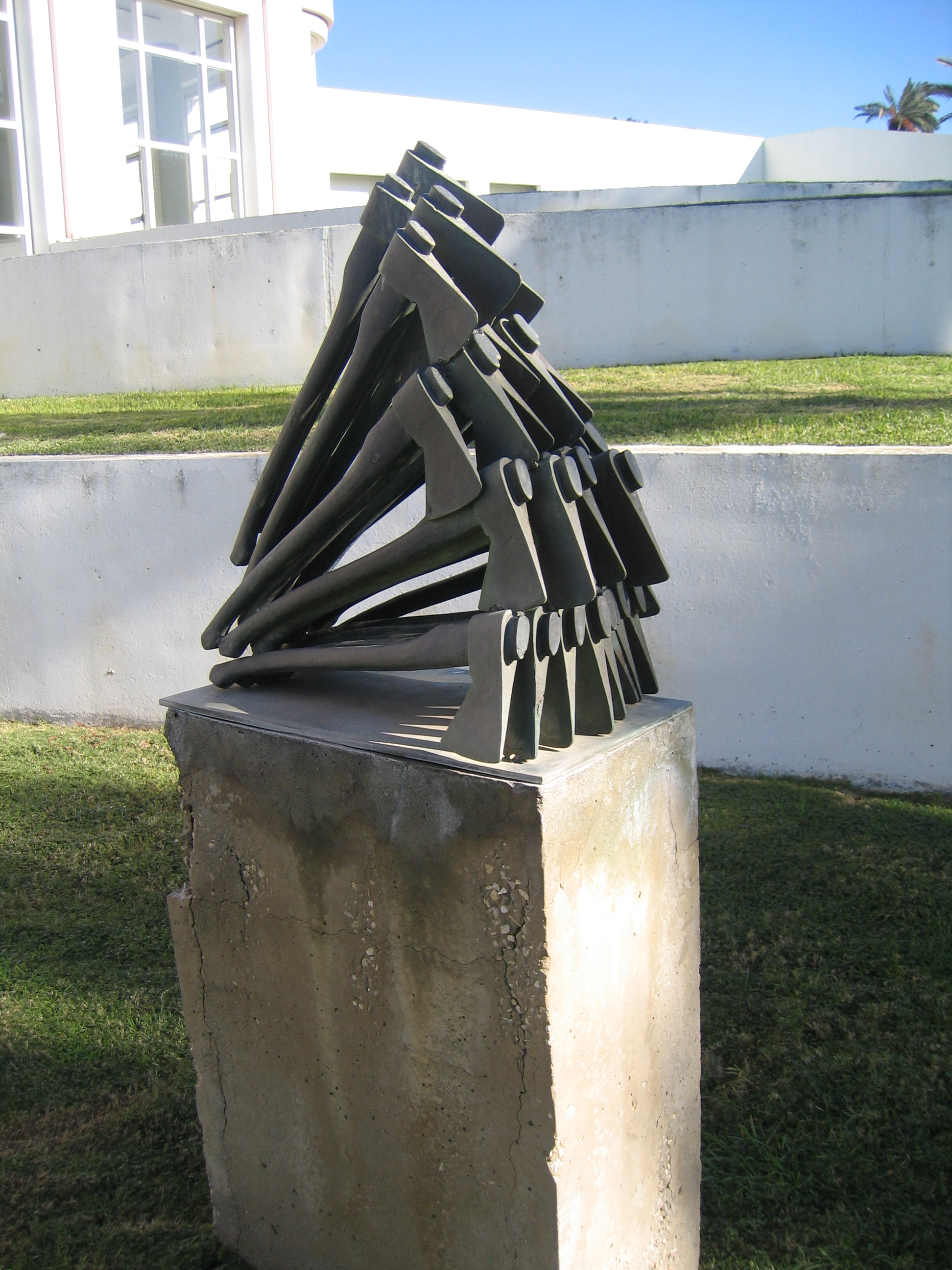
Avalanch (1990), campus de l'université de Tel Aviv.

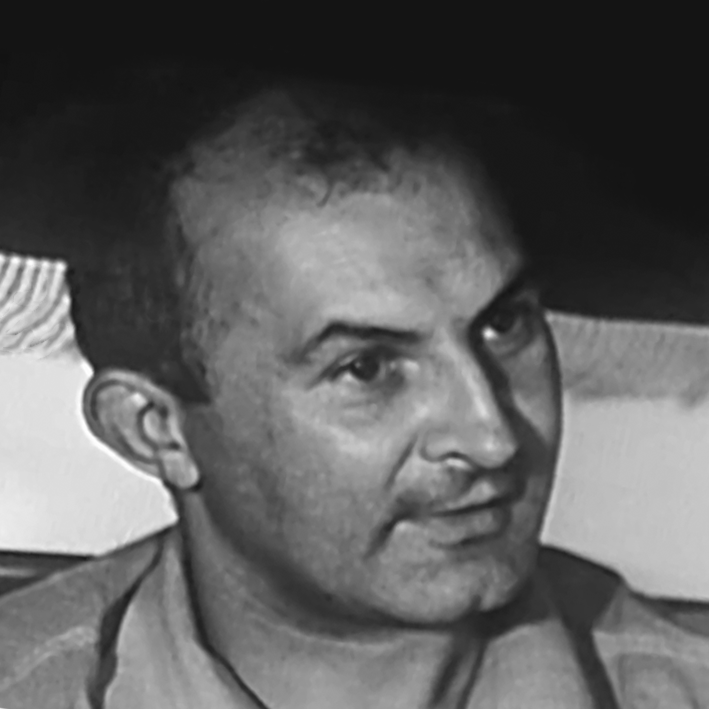
Arman en 1967 à Nice.

Après son baccalauréat, il étudie à l'École des arts décoratifs de Nice (aujourd'hui la villa Arson), puis à l'École du Louvre. Il rencontre Yves Klein et Claude Pascal à l'école de judo qu'ils fréquentent à Nice en 1947. Il embauche Elena Palumbo Mosca en tant que jeune fille au pair pour s'occuper de son enfant. Avec ces deux amis, il s'intéresse un temps aux philosophies orientales et à la théorie rosicrucienne.
Fin 1957, Armand, qui signe ses œuvres de son prénom en hommage à Van Gogh, décide d'abandonner le « d » d'Armand et officialise sa signature d'artiste, en 1958, à l'occasion d'une exposition chez Iris Clert.[réf. souhaitée]
En octobre 1960, il fait l'exposition « Le Plein » où il remplit la galerie d'Iris Clert d'objets de rebut et du contenu de poubelles sélectionnées. Cette exposition est le contrepoint de l'exposition « Le Vide » organisée deux ans plus tôt à la même galerie par son ami Yves Klein.[réf. souhaitée]
Toujours le même mois, sous la houlette du critique d'art Pierre Restany, Arman devient, avec Yves Klein, l'un des membres fondateurs du groupe des Nouveaux Réalistes (proclamés par Restany : « nouvelles approches perceptives du réel »), aux côtés notamment de François Dufrêne, Raymond Hains, Martial Raysse, Daniel Spoerri, Jean Tinguely et Jacques Villeglé, rejoints plus tard par César, Mimmo Rotella, Niki de Saint Phalle, Gerard Deschamps et, en 1963, Christo.[réf. souhaitée]
Fin 1989, Arman reçoit la Légion d'honneur des mains du président François Mitterrand.
Trois ans après sa mort à New York, une partie de ses cendres fut ramenée à Paris en 2008 pour être enterrée au cimetière du Père-Lachaise (division 11, à quelques mètres de Frédéric Chopin).[source insuffisante]
Toute sa vie, Arman fut aussi un collectionneur passionné d'objets usuels (montres, armes, stylos…) et d'objets d'art, en particulier d'art africain traditionnel dont il était un connaisseur, spécialiste apprécié et reconnu.[réf. souhaitée]
Il est représenté par la Galerie Georges-Philippe & Nathalie Vallois à Paris et New-York

### Vie privée

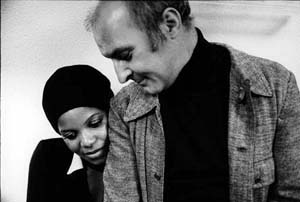
Arman et sa seconde femme en 1973, photographiés par Erling Mandelmann.

Arman possédait la double nationalité française et américaine, ayant acquis la seconde en 1972.

## L'œuvre
Arman s'est intéressé au statut de l'objet et au rapport que les sociétés modernes entretiennent avec celui-ci, entre sacralisation et surconsommation-destruction. On peut classer ses œuvres en différentes catégories.

### Cachets
Ses premiers « Cachets » (traces d'objets encrés ou peints) à Paris datent de 1956. Il s'intéresse ensuite à l'objet qui imprime l'encre ce qui l'amène à développer ses accumulations d'objets du quotidien.

### Accumulations
Cette série initié en 1959 a pour principe la conservation des objets par une réplication d'un même objet en plusieurs fois. Le langage de cette série est issu d’objets banals ou usagés, allant de cafetières et jusqu'à des voitures (comme c'est le cas dans Long Term Parking).

### Poubelles
Dans la suite logique des accumulations, il commence en 1959 la série des « Poubelles » : il expose des ordures ménagères, des détritus trouvés dans la rue et des déchets.[réf. souhaitée]

### Destructions d'objets
En 1961, il entame la série des "Colères", consistant à des destructions d'objets (tels que des violon ou des piano dans Chopin's Waterloo), qu'il recolle ensuite sur un support, tels que des panneaux en bois. Dans une autre série nommé "Combustions" (1963), d'autres objets sont brûlés.

### Œuvres dans l'espace public

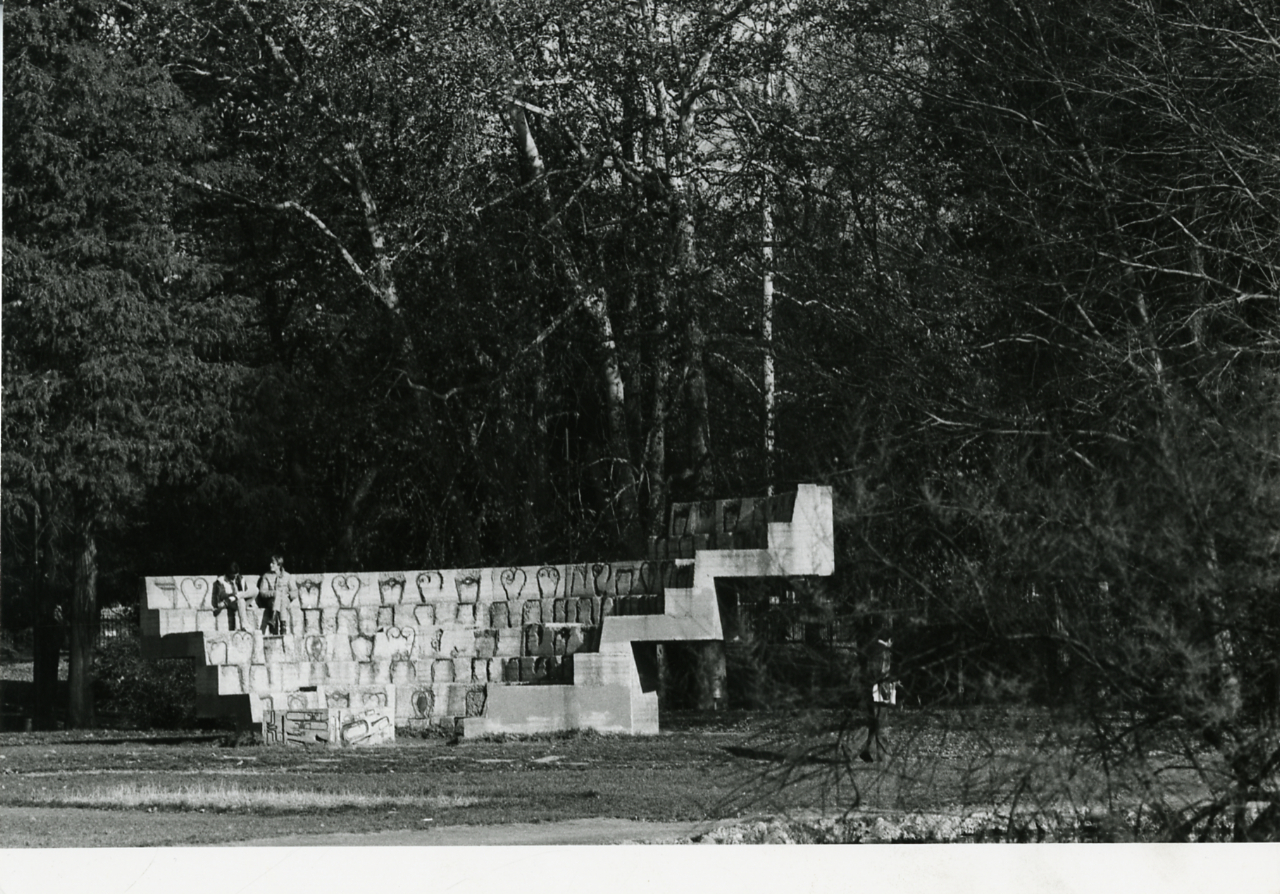
Accumulation musicale (1971), structure en béton et fer, Parco Sempione, Milan. Photo : Paolo Monti.

Arman a investi les espaces publics de près d'une centaine de villes du monde en réalisant des commandes publiques sous forme d'œuvres monumentales.
- 1971 : Accumulation musicale , structure en béton et fer, Parco Sempione, Milan[7].
- 1976 : Divisionis Mechanica Fossilia[8], une accumulation de rouages et pièces métalliques prises dans le béton, installée à l'université de Bourgogne, à Dijon.
- 1982 : Long Term Parking sur le site de l'ex-Fondation Cartier à Jouy-en-Josas, une tour de 19,50 m constituée de véritables automobiles superposées les unes sur les autres, coulées dans le béton.
- 1984 : à la suite d'une commande de l'État, À la République[9], une accumulation de 200 drapeaux en marbre, est installée au palais de l'Élysée à Paris.
- 1984 : Contrepoint pour violoncelles, parc de sculptures, Fondation Pierre-Gianadda, Martigny, Suisse (achat, 2003).
- 1985 : à New York, une tour monumentale constituée de coupes de violoncelles en bronze, Rostropovitch's Tower, la même année sont mises en place à la gare Saint-Lazare de Paris une accumulation d'horloges L'Heure de tous et de bagages Consigne à vie.
- 1992 : Les Gourmandes accumulation de fourchettes géantes en bronze à Roanne.
- 1992 : Vénus des Arts coupe de statue avec instruments de musique, palette et livres en bronze installée rue Jacques-Callot à Paris.
- 1994 : œuvre située rue de la Cité (Paris), à l'entrée de la préfecture de police. Inaugurée par le président de la République François Mitterrand.
- 1995 : Espoir de paix une accumulation de véritables chars et tanks militaires réformés, inclus dans une pyramide de béton de 30 mètres, est réalisée à Beyrouth.
- 1999 : La Rampante une accumulation de Ferrari en bronze rouge, coupées et superposées, est érigée à l'entrée du circuit d'Imola autodromo Enzo e Dino Ferrari en Italie.

### Estampes et livres illustrés
L'œuvre gravée et lithographiée d'Arman est très importante. Il a réalisé des  livres illustrés, sérigraphies, gravures, lithographies et de nombreuses affiches. Les toutes premières essais de gravures de la main d'Arman sont des bois gravés réalisés en 1955, dont l'artiste n'a pas conservé de traces. Sa carrière de graveur débute réellement avec la lithographie en 1959 à l'atelier Patrick où travaillent alors Corneille et Dubuffet. Arman revient ensuite à la lithographie en 1965 à l'atelier de Pietro Sarto en Suisse pour créer trois planches.
À partir de 1965 et son installation à New York, Arman se lance dans la sérigraphie. Il a en tête les sérigraphies de Jim Dine et Jasper Johns qu'il a découvertes en 1962, certainement par sa rencontre avec Andy Warhol.
Livres illustrés : 
- André Verdet, Ritournelle pour Saint-Michel l'Observatoire, 1965[11]

En 1967, il entame une collaboration avec la Régie Renault dans le cadre d'une initiative Recherches Art et Industrie de son ami Claude-Louis Renard. Il sera le premier à bénéficier de cette initiative par laquelle la Régie Renault met à sa disposition des moyens techniques et du matériel industriel. Il réalisera ainsi plus de 110 œuvres de 1967 à 1974. Voir pour exemple Le Murex  au Musée d'Art Moderne de Paris
En 1976, il collabore au film de Yannick Bellon, Jamais plus toujours, et y fait apparaître plusieurs de ses objets.
Entre 1980 et 1999, l'éventail des œuvres et des techniques s'élargit. Arman décline et multiplie les diverses procédures d'exécution. À la fin des années 1990, l'œuvre se radicalise en une succession de gestes reliés à l'objet (Accumulations en Relation, Cascades, Sandwiches Combo). Il montre un intérêt renouvelé pour la peinture (par exemple dans les séries des Nuits étoilées et des émersions).[réf. souhaitée]
En 2000, il travaille sur des fragmentations sur panneau, des fragments (dessins et sculptures). Il présente une rétrospective thématique (« La Traversée des objets »), au château de Villeneuve, à Vence.
Ses sculptures en bronze participent d'un geste semblable : l'artiste se saisit des icônes de l'art occidental (Vénus de Milo, Hercule Farnèse, etc.), qu'il tronçonne pour ensuite les ressouder dans une recomposition cubiste.
En 2002-2003, Arman renoue avec la peinture de chevalet en une série d'œuvres, Serious Paintings, qui allient la recomposition d'instruments de musique à leur « mise en scène » en peinture.

## Marché de l'art
Les œuvres d'Arman sont collectionnées dans le monde entier.[réf. nécessaire]
- Le Quintet Mozart, une sculpture de 153 × 300 × 13,5 cm est vendue, le 7 décembre 2005, chez Tajan à Paris pour 425 120 € (avec les frais)[14].
- Long Term Parking, une sculpture de 43,5 × 16 × 16 cm est vendue, le 30 octobre 2006, chez Tajan à Paris pour 59 200 €[14].

## Expositions (sélection)

### 2010
Arman, Centre Georges Pompidou, Paris, France.

### Filmographie
- Arman, portrait d'un sculpteur, film documentaire de Dominik Rimbault, France, 1998, 75 min
- Jamais plus toujours, Yannick Bellon, 1976 (collaboration).